# Ely
Ely es una ciudad situada en el distrito de East Cambridgeshire, en Cambridgeshire, Inglaterra. Según el censo de 2021, tiene una población de 20 600 habitantes.
Destaca por su catedral, que data del año 1081 y domina el centro de la ciudad.
Su estatus de ciudad le fue conferido en 1974.
En la localidad está la casa donde vivió Oliver Cromwell, que ha sido profundamente restaurada y hoy alberga la oficina de turismo local.